# استرادگنلایس
استرادگنلایس (به انگلیسی: Ystradgynlais) یک شهرک در بریتانیا است که در پویس واقع شده‌است. استرادگنلایس ۸٬۰۹۲ نفر جمعیت دارد.